# Colonel Reyel
Colonel Reyel, de son vrai nom Rémi Ranguin, né le 5 octobre 1984 à Saint-Mandé, dans le Val-de-Marne, est un auteur-compositeur-interprète de dancehall, de variété française, de RnB contemporain et d'électro français originaire de la Guadeloupe. Ses singles Celui... et Toutes les nuits ont été tous deux numéro un dans les classements de titres en France en 2011. Son album Au Rapport a lui aussi été classé numéro un des ventes pendant les deux semaines suivant sa sortie. En juin 2011, son album lui valut un disque de platine.
« Colonel » est un clin d'œil aux surnoms de chanteurs de dancehall tels que Admiral T, Lieutenant, Caporal Nigga, Kporal Maïky et Sergent, qui utilisent un grade militaire dans leur nom. Le pseudonyme « Reyel » est un mot créole signifiant « réel ».

## Biographie

### Enfance et débuts
Colonel Reyel a grandi à Pantin dans une famille guadeloupéenne ; son cousin est le chanteur Krys, qui lui a fait découvrir la musique et qui est aussi son producteur.
Depuis 2000, il appartient au groupe Septentrional Crew.
Après un séjour en Guadeloupe en 2000, il se lance dans le dancehall. Avec son groupe, il rencontre un certain succès lors de freestyles dancehall, avec des invités tels qu'Edalam. En 2005, il lance son premier single. Il enchaine les concerts et sound systems, et produit de nombreuses compilations dont Overdoze Riddim avec des invités tels que Wayne Marshall. Peu à peu, les différents membres du groupe se lancent en solo et en 2008 Colonel Reyel réalise son propre projet et sort Boomaz Mixtape Vol 1, qui comporte entre autres le titre Crise de l'emploi. Dans les studios du label Scartik Rekordz il enregistre Killa, Destiny avec Twent et Don Dada (avec en featuring Twent & XéLo).
En 2009, il apparaît sur la compilation Sound Storm avec le titre Il faut se battre (avec Josita).

### 2011: l'apogée
En 2010, Dj Doug le repère et lui propose d’écrire un single sur une de ces compositions pour ensuite placer le titre sur sa compilation estivale 100 % Ragga zouk mixée par DJ Doug, Celui..., DJ Doug accompagne, depuis le titre Celui..., le chanteur sur toutes les scènes qu'il visite.
Le titre connaît un fort succès sur l'iTunes Store et début 2011, le single est classé premier dans les charts français, et neuvième en Belgique.
Son album intitulé Au rapport est sorti le 11 avril 2011. Il se classe premier des ventes d'albums en France la semaine de sa sortie avec 25 666 exemplaires vendus.
En avril 2011, il remixe sa chanson Celui... pour « défendre la liberté » de la radio Skyrock. Au rapport s'est écoulé à environ 210 000 exemplaires en France.
Après le succès de son premier album, il apparaît ensuite avec Mister You dans Mets-toi à l'aise, mais aussi avec Bob Sinclar dans Me not a gangsta.
En 2012, il fut nommé dans la catégorie NRJ Music Award de la révélation francophone de l'année aux NRJ Music Awards 2012.
Colonel Reyel rencontre un grand succès sur YouTube, sa chaîne officielle dépasse les 270 millions de vues, et cela fait de ce chanteur le phénomène de l'année 2011. Aujourd'hui, Colonel Reyel a lancé sa Web TV sur YouTube du nom de Reyel TV. Son single Toi et Moi a réussi à dépasser les deux millions de vues, et ce en un mois.[Quand ?]

### Depuis 2012: le déclin
Le deuxième album de Colonel Reyel intitulé Soldat de l'amour est sorti en France le 3 septembre 2012. Il entre dans le Top Albums France du 08 septembre 2012 en 43e position. L'album s'est écoulé à 6000 exemplaires en France en 2012, et se serait écoulé à moins de 10 000 ventes au total. Son dernier titre, Walking Dead annonce son retour mais plus aucune activité n'a été relevée de sa part jusqu'en 2016.
Le 25 novembre 2016, il sort un nouveau maxi intitulé Ce soir ou jamais, constitué de quatre titres dont le morceau Bando Love, mais qui ne rencontre toujours pas le succès escompté.
Le 14 février 2020, Colonel Reyel sort son troisième album : One Love, composé de 12 titres dont le single Entre nous.
Le 28 février 2025, il sortira son premier titre entièrement en anglais : The One, en collaboration avec Lucas Dila.

## Controverses
À l'été 2011, son titre Aurélie, qui traite d'une jeune fille qui tombe enceinte à 16 ans, compte de nombreux passages radiophoniques et télévisuels. Le journal Libération accuse la chanson d'être un réquisitoire contre l'avortement et se déclare surpris qu'il n'ait pas jusque-là donné lieu à polémique. Relevant que l'artiste s'est défendu d'être anti-avortement, le journal indique que le clip a cependant été récupéré par des organisations pro-vie et opposées à la contraception. Interrogé par Rue89, le chanteur et parolier Vincent Baguian estime quant à lui qu'« on ne s'attaque pas à des sujets aussi graves que l'avortement ou la maternité à 16 ans quand on a la capacité d'analyse d'un bulot ».
En septembre 2011, peu après la controverse sur Aurélie et la sortie de son nouveau single Dis-moi oui avec Krys, son cousin, Colonel Reyel est accusé par la communauté Internet de plagier un single de la chanteuse Rihanna, S&M. En effet, beaucoup trop de similitudes sont présentes dans la chanson,. De plus, ceci a remis en cause le fait que Colonel Reyel utilise des logiciels pour modifier sa voix comme Auto-Tune. Il s'est une nouvelle fois défendu en mettant en avant le fait que le logiciel mettait de « l'effet à la voix » et ne la « trafiquait » pas.

## Discographie

### Albums studio
- 2011 : Au rapport
- 2012 : Soldat de l'amour
- 2020 : One Love

### Maxis
- 2016 : Ce soir ou jamais

### Singles
- 2010 : Celui...
- 2011 : Toutes les nuits
- 2011 : Aurélie
- 2011 : Ma star
- 2011 : Dis-moi oui, avec Krys
- 2011 : Mets-toi à l'aise, avec Mister You
- 2011 : Me Not A Gangsta, avec Bob Sinclar
- 2012 : Toi et moi
- 2012 : Coucou (bande de nouilles), avec Maître Gims
- 2013 : Love Story
- 2014 : Clubber, avec Twent
- 2014 : S.O.S d'un SDF (en soutien au Secours Populaire)
- 2014 : Essaye-moi
- 2014 : Walking Dead, avec Scorblaz Prod
- 2019 : Comme ça
- 2024 : Aurélie 2
- 2025 : The One

### Clips
- 2010 : Celui...
- 2011 : Toutes les nuits
- 2011 : Aurélie
- 2011 : Dis-moi oui avec Krys (clip réalisé par J.G Biggs)
- 2011 : Mets-toi à l'aise avec Mister You
- 2011 : Me Not A Gangsta avec Bob Sinclar
- 2012 : Ma star
- 2012 : Toi et moi (clip réalisé par J.G Biggs et avec comme actrice principale Ayem Nour)
- 2012 : Coucou (bande de nouilles) avec Maître Gims
- 2013 : Love Story
- 2014 : Walking Dead avec Scorblaz Prod
- 2016 : Bando Love (en featuring avec DJ Doug)
- 2016 : En manque de toi
- 2017 : Ce soir ou jamais
- 2017 : Ce qu'il reste de moi
- 2018 : Caliente
- 2020 : Entre nous
- 2020 : Petite sœur
- 2020 : La Colombienne
- 2021 : Doggystyle
- 2024 : Aurélie 2

### Participations
- Fedia avec Colonel Reyel & Xp : Big woman (2010)
- Bob Sinclar avec Colonel Reyel & Mr. Shammi : Me not a gangsta (2011)[18]
- Mister You avec Colonel Reyel : Mets-toi à l'aise (2011)[19]
- Strikem avec Colonel Reyel : Fiesta Remix (2011)
- Fedia avec Colonel Reyel : Soft (2012)
- Sheryfa Luna et Colonel Reyel : Quand les masques tombent (2012)[20]
- La Compagnie créole feat. Colonel Reyel & Lynnsha : Le Bal Masqué (remix) (2012)
- Il participe au single caritatif Je reprends ma route en faveur de l'association Les voix de l'enfant (2012)[21]
- James Izmad feat Colonel Reyel : Destination Soleil
- Lady Lova feat. Colonel Reyel : Prépare-toi
- Teddy feat. Colonel Reyel : A 100%
- Voi Moko feat. Colonel Reyel : Dommages collatéraux

## Récompenses
- 2011 : Trophée des arts afro-caribéens - Révélation de l'année (récompense)
- 2011 : Trophée des arts afro-caribéens - Artiste de l'année (nomination)
- 2011 : Trophée des arts afro-caribéens - Meilleur clip pour Celui... (nomination)